# María Eugenia Guzmán
María Eugenia Guzmán (Guayaquil, 8 settembre 1945 – 1996) è stata una tennista ecuadoriana.

## Carriera
Nei tornei dello Slam è avanzata al terzo turno in due occasioni, al Roland Garros 1969 dove aveva superato il torneo di qualificazioni e a Wimbledon 1970 quando è stata sconfitta nettamente da Margaret Court.
Ha rappresentato la sua nazione in diverse occasioni, durante i giochi panamericani 1967 ha vinto due medaglie, l'anno successivo ha partecipato all'evento dimostrativo alle olimpiadi e inoltre ha fatto parte della squadra ecuadoriana di Fed Cup nel 1972 vincendo quattro incontri e perdendone due.